# Comuna Țureni, Herța
Țureni (în ucraineană Цурень, transliterat: Țuren) este o comună în raionul Herța, regiunea Cernăuți, Ucraina, formată din satele Mamornița, Țureni (reședința) și Vama.

## Demografie
Componența lingvistică a comunei Țureni
     Română (69,88%)
     Ucraineană (29,48%)
     Alte limbi (0,59%)
Conform recensământului din 2001, majoritatea populației comunei Țureni era vorbitoare de română (69,88%), existând în minoritate și vorbitori de ucraineană (29,48%).